# Pennisetum glaucifolium
Pennisetum glaucifolium är en gräsart som beskrevs av Ferdinand von Hochstetter och Achille Richard. Pennisetum glaucifolium ingår i släktet borstgräs, och familjen gräs. Inga underarter finns listade i Catalogue of Life.